# Naucrate
Naucrate (Ναυκράτη = Naukratè) is een figuur uit de Griekse mythologie. Zij was volgens de Bibliotheca van Apollodorus een slavin aan het hof van koning Minos en was de moeder van Icarus, de zoon van Daedalus. Haar naam verwees mogelijk naar Naucratis, de oudste Griekse nederzetting in Egypte. Ze is een van de zeer weinige mensen met een lage sociale status die in de Bibliotheca bij name genoemd wordt.